# Municipio de Iron River
El municipio de Iron River (en inglés: Iron River Township) es un municipio ubicado en el condado de Iron en el estado estadounidense de Míchigan. En el año 2010 tenía una población de 1027 habitantes y una densidad poblacional de 1,63 personas por km².

## Geografía
El municipio de Iron River se encuentra ubicado en las coordenadas 46°14′41″N 88°47′22″O / 46.24472, -88.78944. Según la Oficina del Censo de los Estados Unidos, el municipio tiene una superficie total de 628.14 km², de la cual 617,07 km² corresponden a tierra firme y (1,76 %) 11,07 km² es agua.

## Demografía
Según el censo de 2010, había 1027 personas residiendo en el municipio de Iron River. La densidad de población era de 1,63 hab./km². De los 1027 habitantes, el municipio de Iron River estaba compuesto por el 97,18 % blancos, el 1,46 % eran amerindios, el 0,19 % eran asiáticos y el 1,17 % eran de una mezcla de razas. Del total de la población el 0,97 % eran hispanos o latinos de cualquier raza.